# 機動第2聯隊
機動第2聯隊（日語：きどうだいにれんたい、機動第二聯隊）為大日本帝國陸軍之特殊部隊。通稱、502部隊。

## 沿革
1941年（昭和16年）、由关东军隷下部隊編成、編成當時是成員未滿300名的聯隊。作戰目的為侵入苏联領土後方以遂行攪亂。
1944年（昭和19年）、以機動第二聯隊為核心、加入機動第二聯隊及機動第三聯隊、編成機動第1旅團。
1945年（昭和20年）、以機動第1旅團隷下部隊在吉林省迎接終戰。

## 歷任聯隊長
| 任 | 姓名     | 在任期間     | 備考 |
| -- | -------- | ------------ | ---- |
| 1  | 須藤勇吉 | 1941.12.15 - |      |

## 關連項目
- 大日本帝國陸軍聯隊列表